# Ameiva major
Ameiva major је гмизавац из реда Squamata. 

## Угроженост
Ова врста је наведена као изумрла, што значи да нису познати живи примерци.

## Распрострањење
Ареал врсте је био ограничен на једну државу. 
Мартиник је био једино познато природно станиште врсте.